# Edoardo Amaldi ATV
Az Edoardo Amaldi (Automated Transfer Vehicle 003, ATV-003), az Európai Űrügynökség harmadik, személyzet nélküli teherűrhajója, ellátmányt szállít a Nemzetközi Űrállomásra.
Nevét a híres olasz fizikusról, Edoardo Amaldiról kapta.
2012. március 23-án kezdte meg útját a Guyana Űrközpontból Francia Guyanából, egy hibátlan indulást követően, majd március 28-án egy sima dokkolással csatlakozott az űrbázishoz.

## A rakomány
Összesen 6595 kg hasznos terhet juttat fel az űrállomásra.
| Rakomány                                      | Tömeg   | Összesen |
| --------------------------------------------- | ------- | -------- |
| Hajtóanyag az űrállomás pályájának emeléséhez | 3150 kg |          |
| Hajtóanyag a Zvezda modulnak                  | 860 kg  |          |
| Oxigén                                        | 100 kg  |          |
| Víz                                           | 285 kg  | 4395 kg  |
| Száraz rakomány                               | 1665 kg |          |
| Később berakodott rakomány *                  | 535 kg  | 2200 kg  |
|                                               |         | 6595 kg  |

- A később berakodott rakomány többnyire olyan dolgokat/eszközöket takar, amelyek nem készültek el a bepakolás határidejére.

## Reentry Breakup Recorder
Az Edoardo Almadit is ellátják egy REBR-vel, hogy az ESA mérnökei tanulmányozhassák a teherűrhajó visszatérését a légkörbe. Sajnos a korábbi küldetésen a Johannes Kepler ATV hasonló modulja nem járt sikerrel, nem küldött vissza semmilyen hasznos információt. A projekt vezetői remélik, ezúttal sikeresek lesznek, hogy kifejlesszenek egy visszatérő modult az Európai Űrügynökség részére.

## Képgaléria

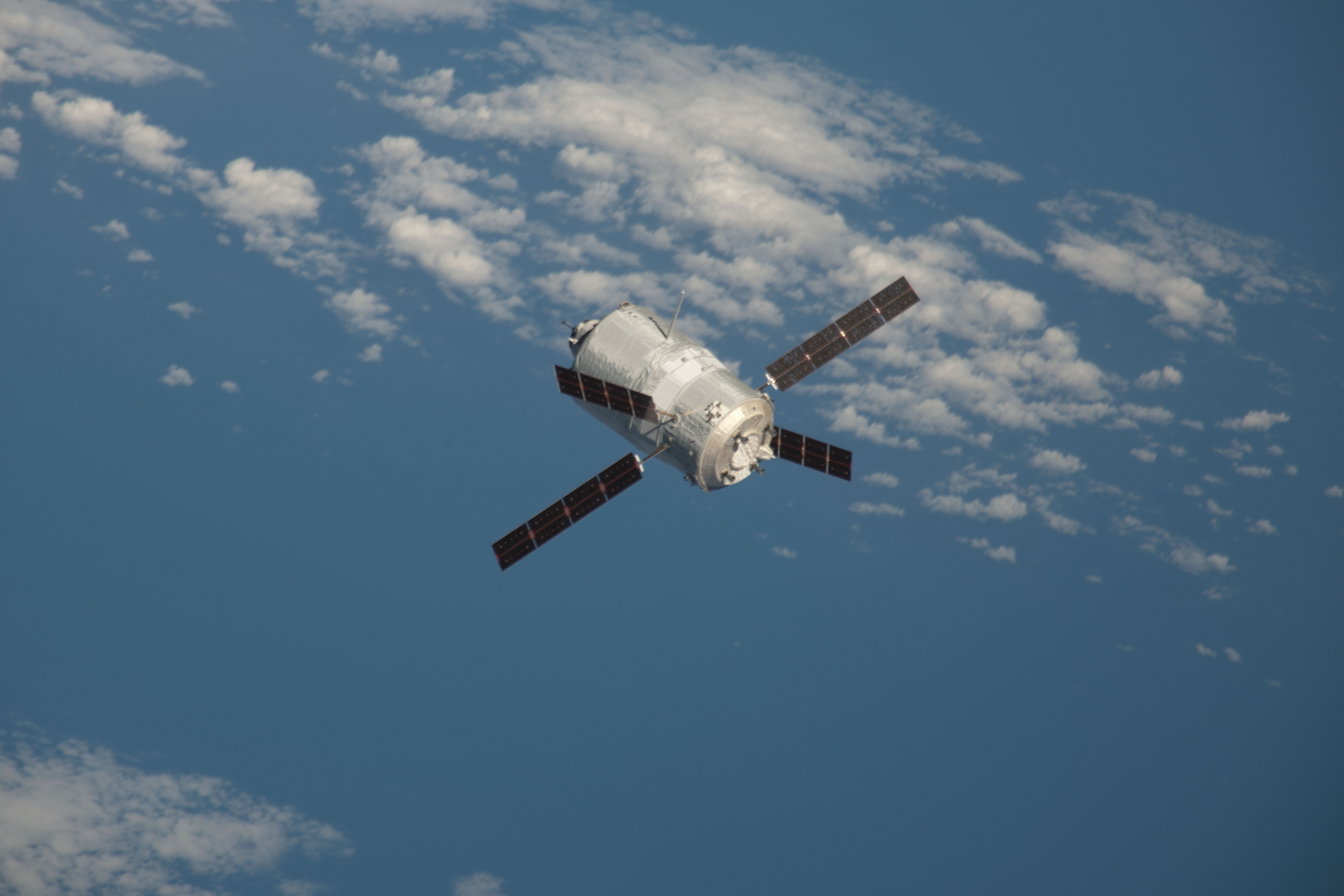
Az Eduardo Almadi, a dokkolási manőver megkezdése előtt
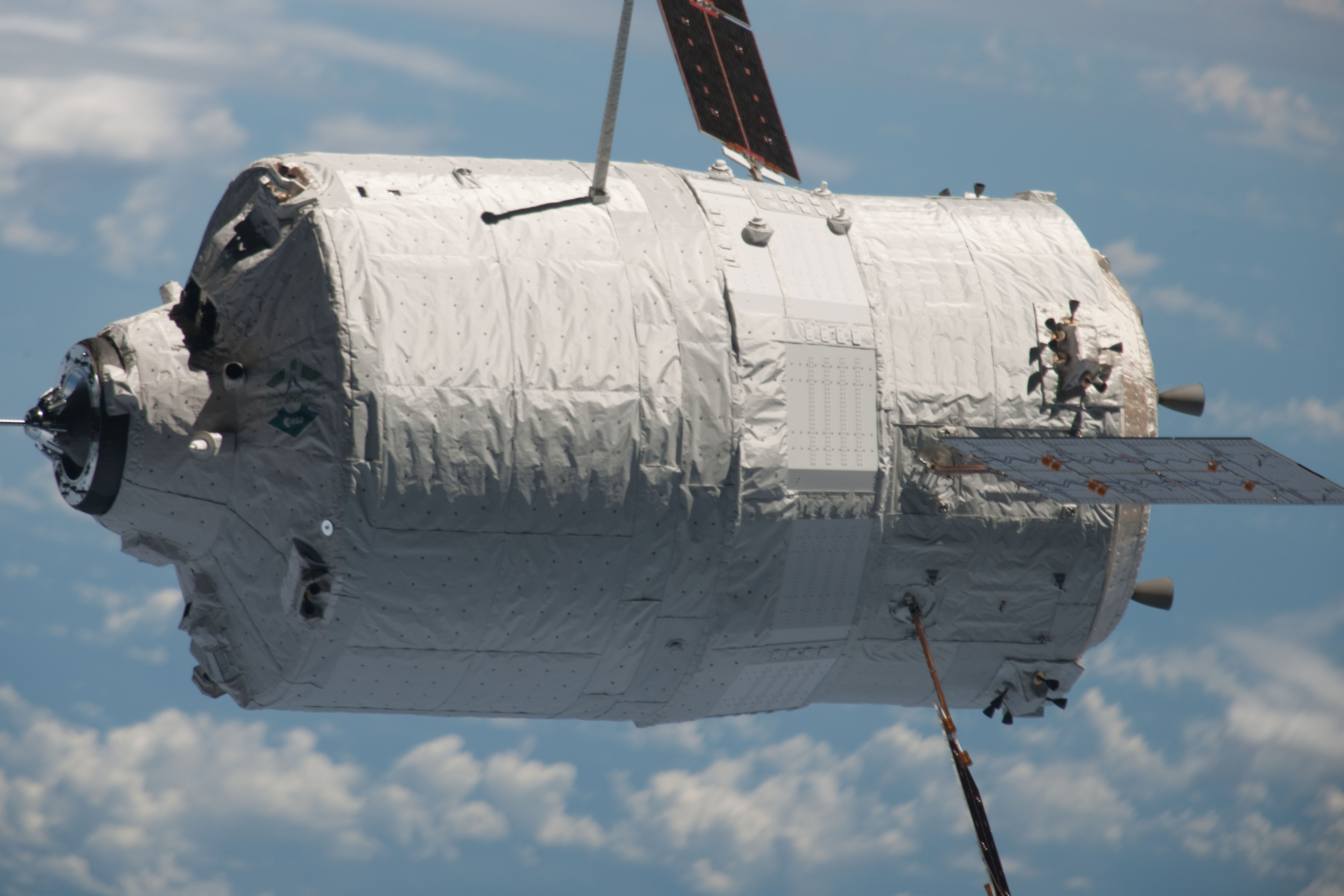
Ugyanez, kicsit közelebbről
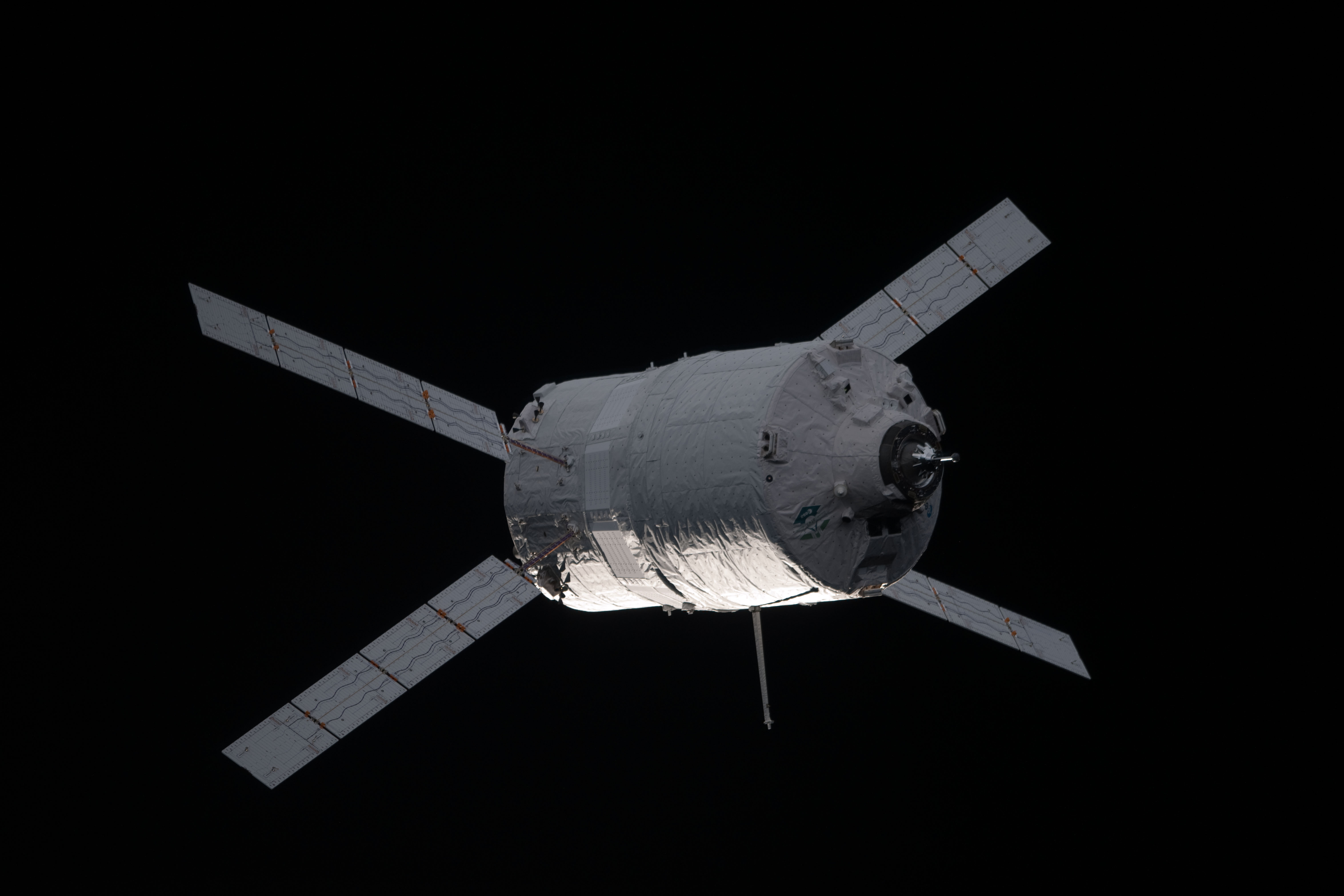
Az ATV irányba állás közben
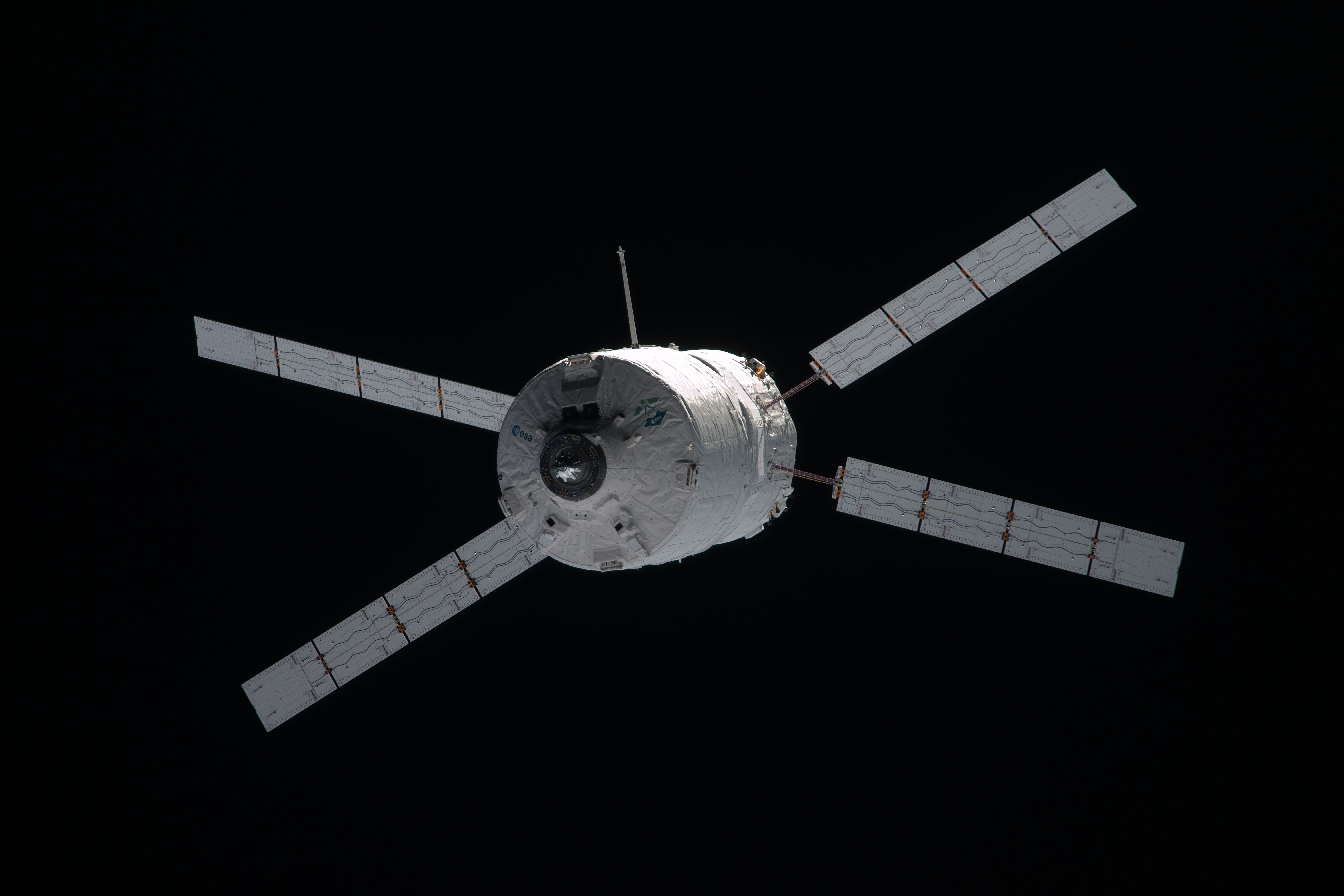
Az Eduardo Almadi ATV a Nemzetközi Űrállomásról nézve a dokkolás közben
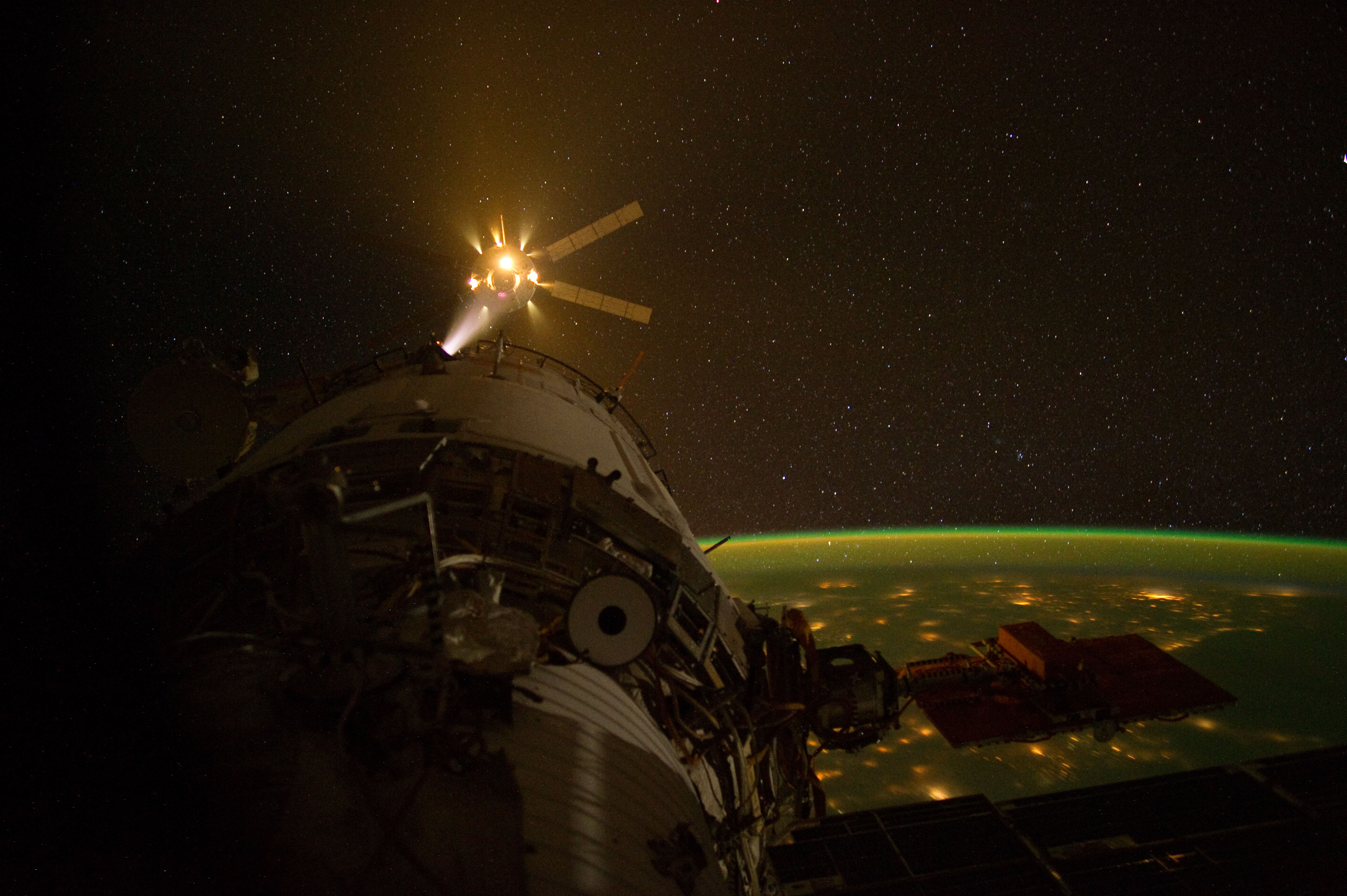
Az Eduardo Almadi ATV a Nemzetközi Űrállomásról nézve a dokkolás közben. Eközben több fúvókája is aktív